# Ангел Георгиев (политик)
Вижте пояснителната страница за други личности с името Ангел Георгиев.
Ангел Жеков Георгиев е български юрист и политик от партия „Възраждане“, народен представител в XLVII народно събрание, XLVIII народно събрание, XLIX народно събрание и L народно събрание.

## Биография
Ангел Георгиев е роден на 8 април 1988 г. в град Видин, Народна република България. Завършва специалност „Право“ във Великотърновския университет „Св. св. Кирил и Методий“.

## Политическа дейност
През 2014 г. става един от учредителите на партия „Възраждане“ и член на Организационния съвет, както и областен координатор на Възраждане за областите Пловдив и Смолян.
На парламентарните избори през ноември 2021 г. е кандидат за народен представител от листата на партия „Възраждане“, водач в 17 МИР Пловдив – област. Избран е за народен представител от същия многомандателен избирателен район.
На парламентарните избори през 2022 г. е кандидат за народен представител от същата партия, водач на листата в същия район. Избран е за народен представител.

## Критики и противоречия
През 2018 г. на протест на майки на деца с увреждане той се запознава с представител на 9-членно семейство, което има проблеми с частните съдебни изпълнители (ЧСИ), и обещава да им помогне. Вместо това, година по-късно, закупува имота чрез ЧСИ – къща в село Цалапица на 3 етажа, 410 квадратни метра, обявен за продажба на 6 пъти по-ниска цена от пазарната, а след това кара семейството да напусне.